# Florimont
Pour les articles homonymes, voir Florimont (homonymie).

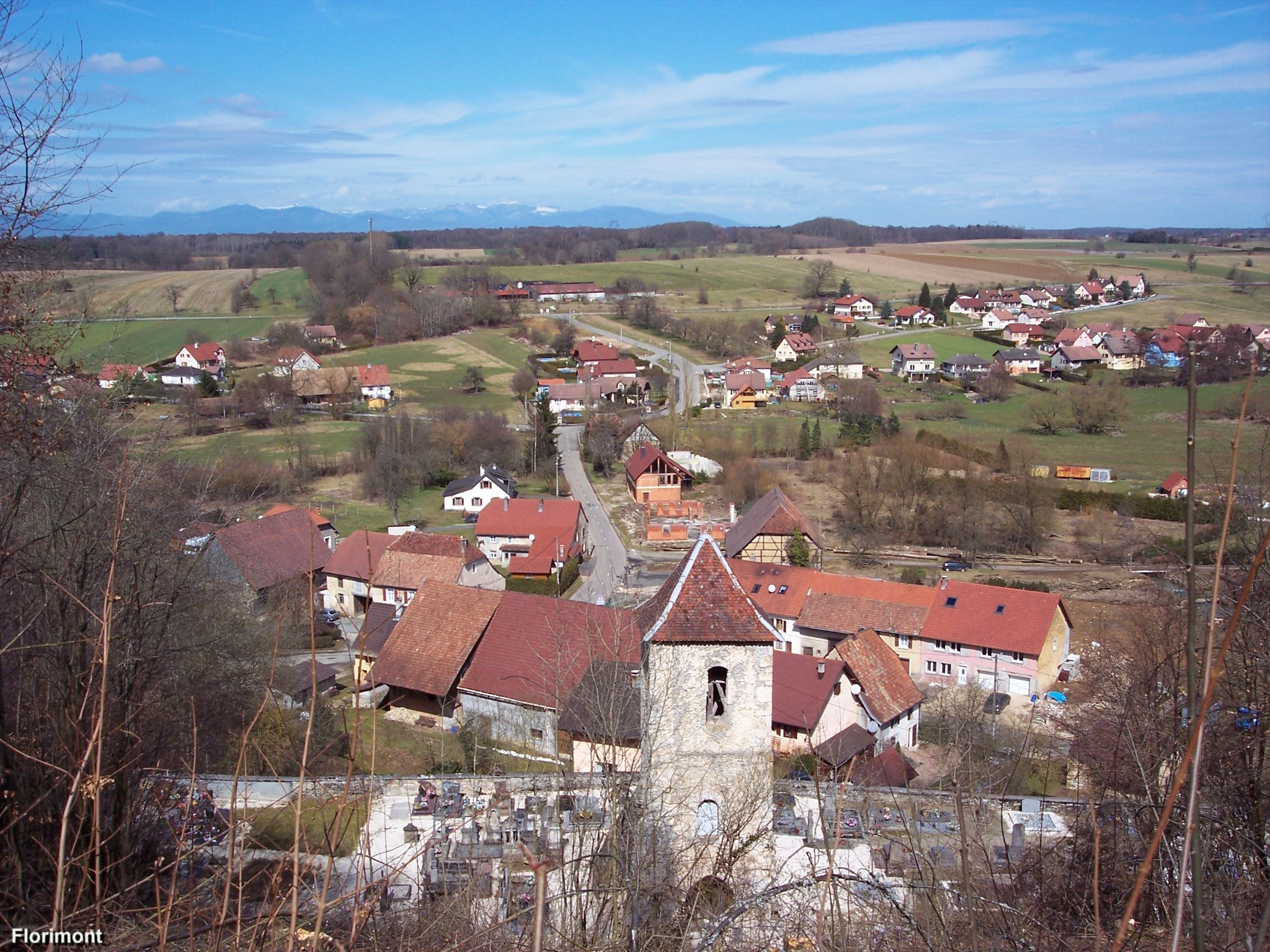
Panorama depuis la tour de Florimont.

Florimont est une commune française située dans le département du Territoire de Belfort, la région culturelle et historique de Franche-Comté et la région administrative Bourgogne-Franche-Comté. 
Elle fait partie du canton de Delle. Ses habitants sont appelés les Florimontois.

## Géographie
Le village, qui comptait 394 habitants en 1999, en comptait 398 en 1803. Le territoire communal est relativement grand : 18,19 km2 et s'étend sur une dizaine de kilomètres du nord au sud. Florimont, qui fut une importante seigneurie au Moyen Âge, a incorporé dans son territoire les villages disparus de Normanvillars et de Saint-André-d'Essert.

### Lieux-dits et hameaux
Saint-André-d'Essert 
Ce village, dont il ne reste que la ferme de Saint-André, à un kilomètre de Faverois, ne doit pas être confondu avec la ville d'Essert, près de Belfort, bien que l'origine du nom soit sans doute la même : une terre cultivable conquise sur la forêt. Au XVIIe siècle, Saint-André possédait une église qui aurait existé déjà en 1274 et au minimum en 1466, date à laquelle y officiait un curé. Elle fut restaurée en 1606, mais menaçait ruine en 1749. À la fin du XVIIIe siècle, il restait quatre familles d'anabaptistes et l'église avait disparu. Le hameau fait partie de la paroisse de Faverois. Dans les textes rédigés en allemand, Essert est germanisé en Schert.
 Normanvillars 
Il est vraisemblable que Normanvillars ait disparu à la même époque que Saint-André d'Essert, dans la seconde moitié du XVe siècle victime de l'insécurité qui régnait alors dans les campagnes. Au milieu du XVIIIe siècle, des mennonites, réputés pour être des cultivateurs expérimentés, reprennent possession des lieux et forment une localité dépendant de la seigneurie de Florimont. Actuellement, le hameau se résume à quelques fermes disséminées dans une vaste clairière au milieu de laquelle se trouve une chapelle dite chapelle des Mennonites et un cimetière.

### Climat
Pour des articles plus généraux, voir Climat de la Bourgogne-Franche-Comté et Climat du Territoire de Belfort.
En 2010, le climat de la commune est de type climat de montagne, selon une étude du Centre national de la recherche scientifique s'appuyant sur une série de données couvrant la période 1971-2000. En 2020, Météo-France publie une typologie des climats de la France métropolitaine dans laquelle la commune est dans une zone de transition entre le climat semi-continental et le climat de montagne et est dans la région climatique  Vosges, caractérisée par une pluviométrie très élevée (1 500 à 2 000 mm/an) en toutes saisons et un hiver rude (moins de 1 °C). 
Pour la période 1971-2000, la température annuelle moyenne est de 9,5 °C, avec une amplitude thermique annuelle de 17,4 °C. Le cumul annuel moyen de précipitations est de 1 054 mm, avec 11,8 jours de précipitations en janvier et 10,7 jours en juillet. Pour la période 1991-2020, la température moyenne annuelle observée sur la station météorologique de Météo-France la plus proche, « Joncherey », sur la commune de Joncherey à 6 km à vol d'oiseau, est de 10,5 °C et le cumul annuel moyen de précipitations est de 1 086,9 mm. 
La température maximale relevée sur cette station est de 39 °C, atteinte le 7 août 2015 ; la température minimale est de −25 °C, atteinte le 7 janvier 1985,,. 
Les paramètres climatiques de la commune ont été estimés pour le milieu du siècle (2041-2070) selon différents scénarios d'émission de gaz à effet de serre à partir des nouvelles projections climatiques de référence DRIAS-2020. Ils sont consultables sur un site dédié publié par Météo-France en novembre 2022.

## Urbanisme

### Typologie
Au 1er janvier 2024, Florimont est catégorisée commune rurale à habitat dispersé, selon la nouvelle grille communale de densité à sept niveaux définie par l'Insee en 2022.
Elle est située hors unité urbaine et hors attraction des villes,.

### Occupation des sols
L'occupation des sols de la commune, telle qu'elle ressort de la base de données européenne d’occupation biophysique des sols Corine Land Cover (CLC), est marquée par l'importance des forêts et milieux semi-naturels (49,8 % en 2018), une proportion sensiblement équivalente à celle de 1990 (49,4 %). La répartition détaillée en 2018 est la suivante : 
forêts (49,8 %), terres arables (20,1 %), prairies (18,9 %), eaux continentales (7,5 %), zones urbanisées (2,2 %), zones agricoles hétérogènes (1,5 %). L'évolution de l’occupation des sols de la commune et de ses infrastructures peut être observée sur les différentes représentations cartographiques du territoire : la carte de Cassini (XVIIIe siècle), la carte d'état-major (1820-1866) et les cartes ou photos aériennes de l'IGN pour la période actuelle (1950 à aujourd'hui).

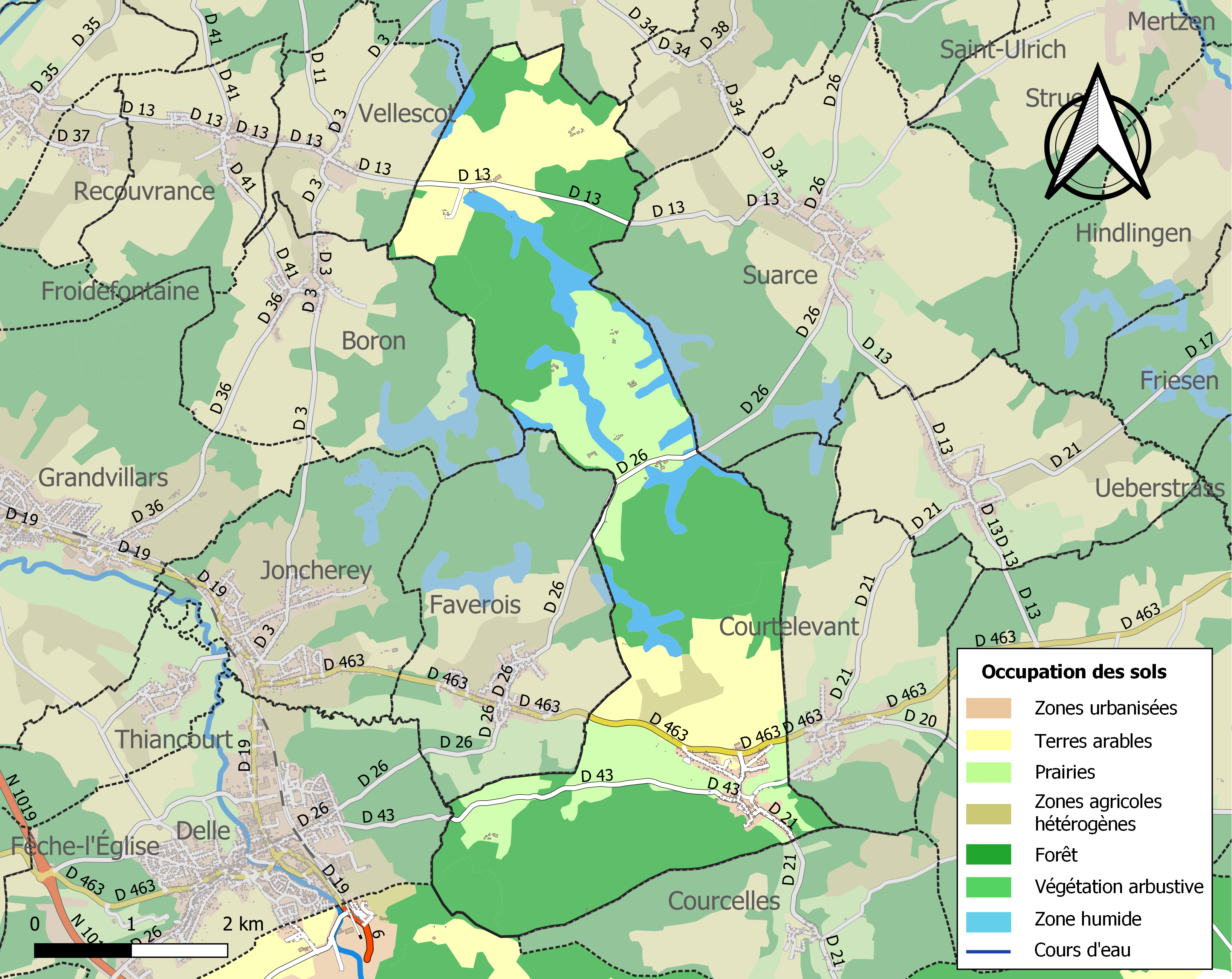
Carte des infrastructures et de l'occupation des sols de la commune en 2018 (CLC).

## Toponymie
- Blumenberc (1258), Florimont (1264), Blumenberch (1339), Blumenberg (1359), Florimont (1365).
- En allemand : Blumenberg[13].

## Histoire
Le site de Florimont a été occupé dès l'époque romaine, vraisemblablement par une tour de guet chargée de surveiller la circulation sur la voie militaire reliant Mandeure dans le Doubs à Augst et Kembs dans le Haut-Rhin. Après la création du comté de Ferrette au XIe siècle, fut construit le château féodal et les fortifications du village qui prit très rapidement de l'importance. Au XIIIe siècle, le fief, qui couvrait aussi Courcelles, Suarce, Chavanatte, Lepuix-Neuf et en partie Faverois, Grosne, Boron, Réchésy, était détenu par la famille de Blumenberg, nom allemand que l'on peut traduire par Montagne des fleurs. La terre de Florimont fut à plusieurs reprises l'objet de litiges entre l'évêque de Bâle et le comte de Ferrette. Au XVe siècle, l'importance économique de la ville n'est pas négligeable puisqu'il s'y tient un marché hebdomadaire et deux foires annuelles, l'une à la Toussaint et l'autre le mardi de Pâques.
En 1583, un incendie détruit le château qui est reconstruit. Pendant la guerre de Trente Ans, vers 1632, les troupes suédoises, qui ravageaient les campagnes autour de Belfort, pillèrent la ville et le château qui ne se releva pas de ses ruines.
Pendant la Révolution, la population de Florimont manifesta son attachement pour son seigneur, Xavier de Ferrette en adressant au Directoire une lettre de protestation quand celui-ci fut porté sur la liste des émigrés et de ce fait considéré comme traître à la patrie. Cela n'empêcha pas les biens de la famille d'être confisqués.

## Politique et administration

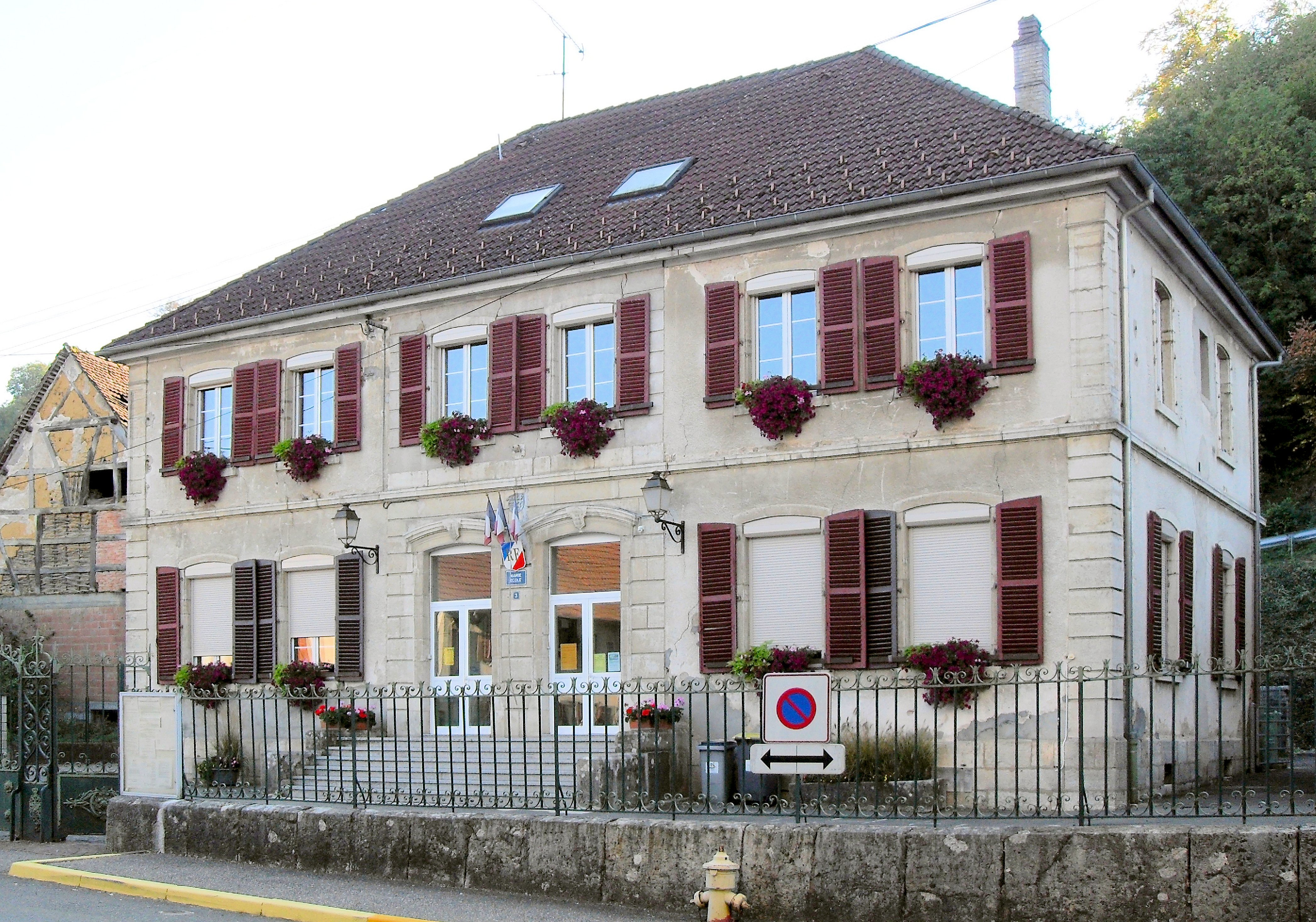
La mairie-école.

| Période                                  | Période  | Identité        | Étiquette | Qualité |
| ---------------------------------------- | -------- | --------------- | --------- | ------- |
| Les données manquantes sont à compléter. |          |                 |           |         |
| mars 2008                                | 2014     | Arlette Ecabert | ...       |         |
| 2014                                     | En cours | Roger Scherrer  |           |         |

## Population et société

### Démographie
L'évolution du nombre d'habitants est connue à travers les recensements de la population effectués dans la commune depuis 1793. Pour les communes de moins de 10 000 habitants, une enquête de recensement portant sur toute la population est réalisée tous les cinq ans, les populations de référence des années intermédiaires étant quant à elles estimées par interpolation ou extrapolation. Pour la commune, le premier recensement exhaustif entrant dans le cadre du nouveau dispositif a été réalisé en 2007.

En 2022, la commune comptait 465 habitants, en évolution de +3,1 % par rapport à 2016 (Territoire de Belfort : −2,78 %, France hors Mayotte : +2,11 %).
| 1793 | 1800 | 1806 | 1821 | 1831 | 1836 | 1841 | 1846 | 1851 |
| ---- | ---- | ---- | ---- | ---- | ---- | ---- | ---- | ---- |
| 467  | 444  | 440  | 488  | 527  | 530  | 546  | 540  | 527  |

| 1856 | 1861 | 1866 | 1872 | 1876 | 1881 | 1886 | 1891 | 1896 |
| ---- | ---- | ---- | ---- | ---- | ---- | ---- | ---- | ---- |
| 439  | 460  | 492  | 476  | 454  | 425  | 405  | 387  | 386  |

| 1901 | 1906 | 1911 | 1921 | 1926 | 1931 | 1936 | 1946 | 1954 |
| ---- | ---- | ---- | ---- | ---- | ---- | ---- | ---- | ---- |
| 362  | 347  | 318  | 297  | 281  | 278  | 239  | 236  | 250  |

| 1962 | 1968 | 1975 | 1982 | 1990 | 1999 | 2006 | 2007 | 2012 |
| ---- | ---- | ---- | ---- | ---- | ---- | ---- | ---- | ---- |
| 244  | 292  | 279  | 324  | 388  | 394  | 414  | 417  | 448  |

| 2017 | 2022 | - | - | - | - | - | - | - |
| ---- | ---- | - | - | - | - | - | - | - |
| 446  | 465  | - | - | - | - | - | - | - |

## Lieux et monuments

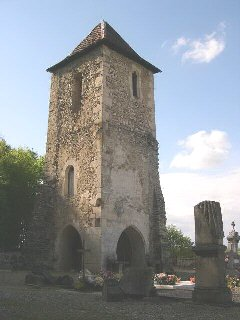
Photo du clocher de l'ancienne église au milieu du cimetière.

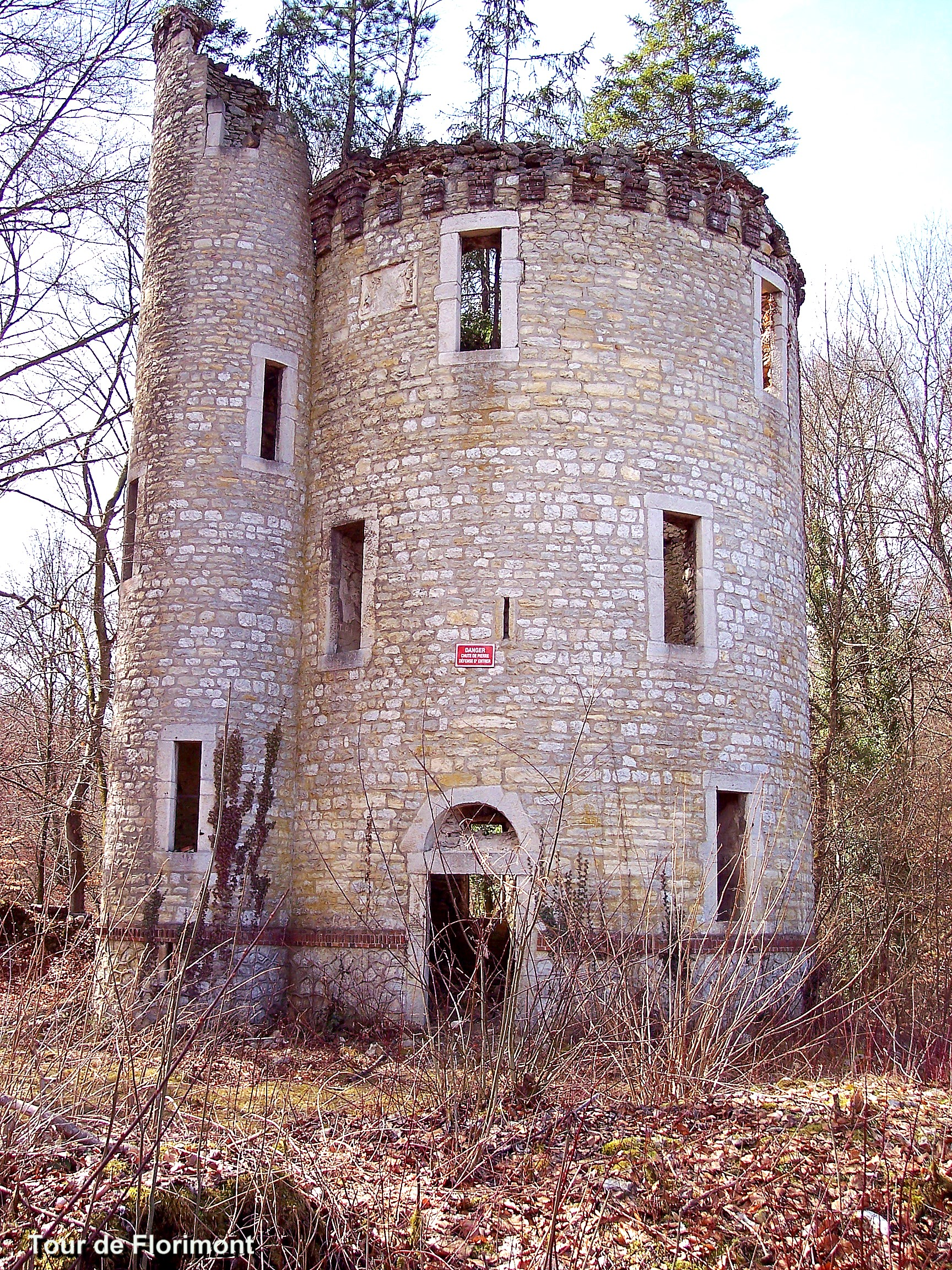
La tour de Florimont.

- L'église paroissiale, qui occupe le centre du village, est dédiée à la Vierge. Elle a été construite en 1863 pour remplacer l'ancienne église dont il ne subsiste que le clocher (voir photo ci-contre). 
Déjà mentionnée en 1275, l'église de Florimont fut annexe de celle de Courtelevant vers les XVe et XVIe siècles.

- Cimetière anabaptiste

## Pour approfondir